# Route 560 (Alberta)
Pour les articles homonymes, voir Route 560.
La Route 560 de l'Alberta, connue sous le nom de Route 560 ou Glenmore Trail, est une route dans la province de l'Alberta, Canada. Elle va de l'est à l'ouest, de l'extrémité est de Calgary à la 84e Rue SE (Chemin de concession 290), vers le nord le long des limites de la ville jusqu'au Chemin de concession 284, à travers la Route 791 au sud de Chestermere jusqu'à la section nord de la Route 797, Rue Centre à Langdon.
Elle est nommée la Glenmore Trail dans les limites de la Ville de Calgary. La Route 560 s'étend vers l'ouest dans un échangeur avec les Routes 2 et 8. Elle s'étend vers l'est sous le nom de Route de canton 234 jusqu'à la Route 24 et la Route 817.

## Intersection majeures
| Municipalités rurales/spécialisées       | Endroit          | km   | mi                             | Destinations                                                     | Notes                                |
| ---------------------------------------- | ---------------- | ---- | ------------------------------ | ---------------------------------------------------------------- | ------------------------------------ |
| Ville de Calgary                         | Ville de Calgary | -0,7 | -0,43                          | Glenmore Trail continue vers l'ouest                             | Glenmore Trail continue vers l'ouest |
| Ville de Calgary                         | Ville de Calgary | -0,7 | -0,43                          | Stoney Trail (AB-201)                                            | Échangeur (AB-201 Sortie 88) (Fermé) |
| Ville de Calgary                         | Ville de Calgary | 0,0  | 0,0                            | Limites de la Ville de Calgary                                   | Extrémité ouest de AB-560            |
| Comté de Rocky View                      |                  | 1,7  | 1,1                            | 100e Rue SE (Chemin de concession 285)                           |                                      |
| Comté de Rocky View                      | 9,8              | 6,1  | AB-791 - Chestermere, Indus    |                                                                  |                                      |
| Comté de Rocky View                      | Langdon          | 16,3 | 10,1                           | AB-797 nord jusqu'à AB-9 / Rue Centre (Chemin de concession 272) | Extrémité est de AB-560              |
| Comté de Wheatland                       |                  | 26,1 | 16,2                           | AB-24 - Cheadle, Vulcan, Lethbridge                              | Fermé                                |
| Comté de Wheatland                       | 35,9             | 22,3 | AB-817 - Strathmore, Carseland | Fermé                                                            |                                      |
| 1,000 mi = 1,609 km; 1,000 km = 0,621 mi |                  |      |                                |                                                                  |                                      |